# Villa Murat
La villa Murat est une voie du 16e arrondissement de Paris, en France.

## Situation et accès
La villa Murat est une voie privée située dans le 16e arrondissement de Paris. Elle débute au 37-37 bis, rue Claude-Terrasse et se termine au 153 bis-155, boulevard Murat.
Le quartier est desservi par la ligne de métro 9 à la station Porte de Saint-Cloud.

## Origine du nom

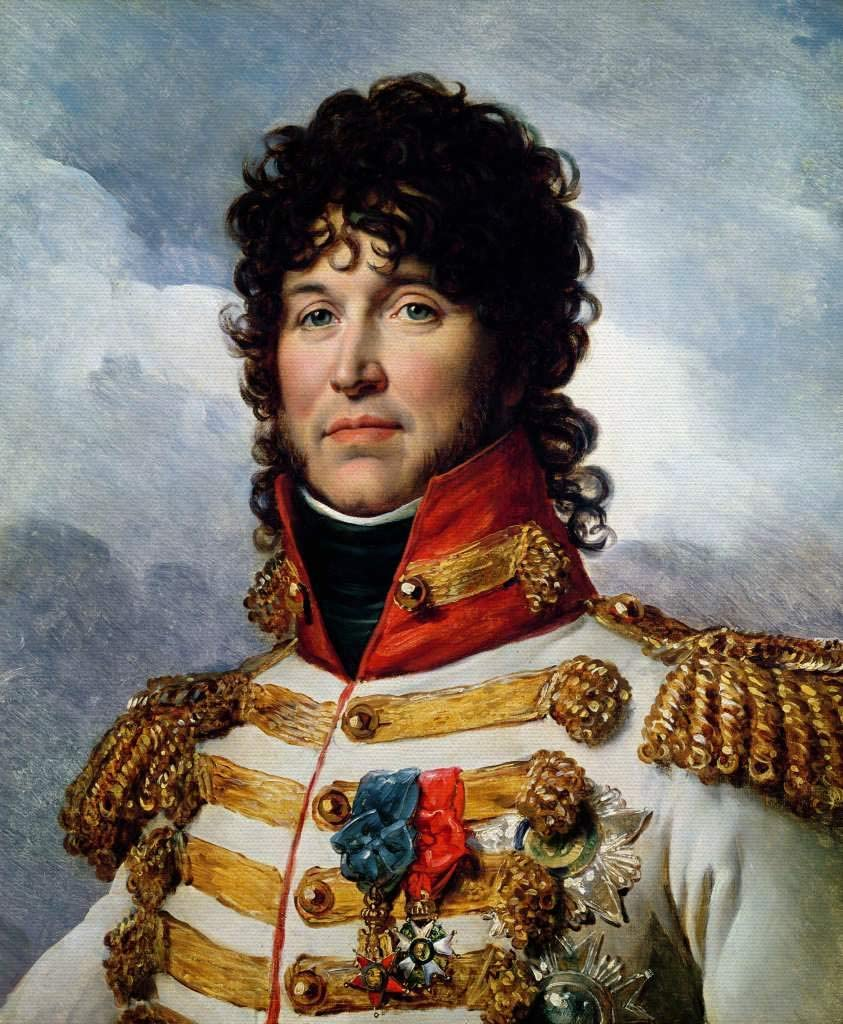
Joachim Murat.

Elle tient son nom du maréchal d'Empire, Joachim Murat (1767-1815), en raison de sa proximité avec le boulevard éponyme.

## Historique
Cette voie, ouverte en 1881 sous le nom de « passage Murat », prend sa dénomination actuelle en 1936. Avant son percement, le site est peu urbanisé et occupé par des terrains vagues ou des cultures. Le lotissement est composé, en grande partie, par d’anciennes maisons ouvrières construites selon les préceptes d’Émile Cacheux.

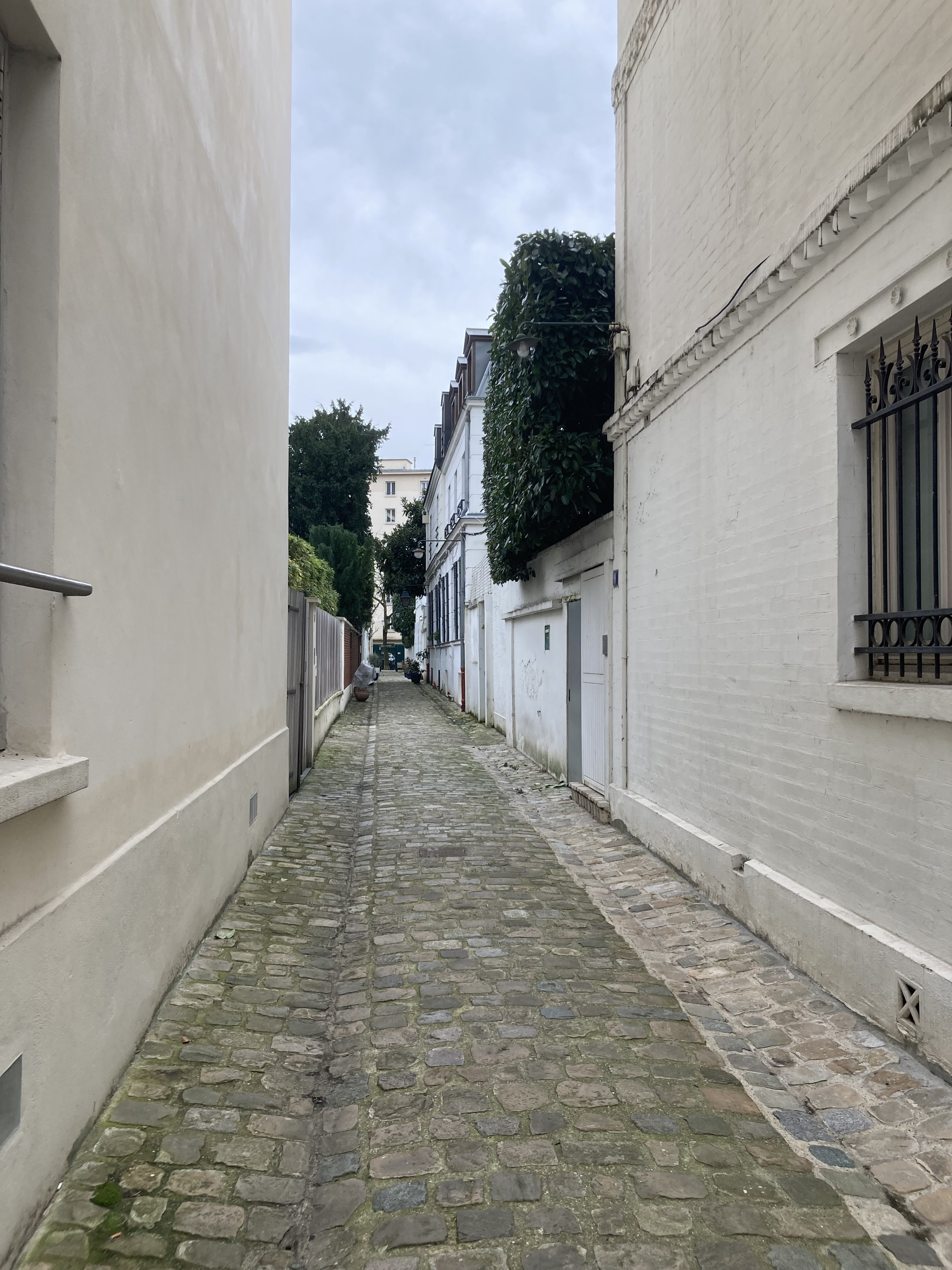
Villa Murat, vue depuis le boulevard Murat.